# Magersari (Rembang)
Magersari is een bestuurslaag in het regentschap Rembang van de provincie Midden-Java, Indonesië. Magersari telt 2672 inwoners (volkstelling 2010).